# Tixter
Tixter (em árabe: تقصطر) é uma cidade e comuna localizada na província de Bordj Bou Arreridj, Argélia. Segundo o censo de 2008, a população total da cidade era de 10 190 habitantes.